# Организация стран — экспортёров нефти
Организа́ция стран — экспортёров не́фти (англ. The Organization of the Petroleum Exporting Countries; сокращённо ОПЕ́К, англ. OPEC) — международная межправительственная организация, созданная нефтеэкспортирующими странами в целях контроля квот добычи на нефть. Основана в сентябре 1960 года, на 14 лет раньше, чем аналогичная IEA. Часто рассматривается как картель. По состоянию на 1 января 2025 года, в состав ОПЕК входят 12 стран: Алжир,  Венесуэла, Габон, Ирак, Иран, Конго, Кувейт, Ливия, Объединённые Арабские Эмираты, Нигерия, Саудовская Аравия, Экваториальная Гвинея. Штаб-квартира расположена в столице Австрии — Вене.
Страны—члены ОПЕК контролируют около 2/3 мировых запасов нефти. На их долю приходится ~35 % от всемирной добычи и половина мирового экспорта нефти. Доказанные запасы нефти стран, входящих в ОПЕК, в настоящее время составляют 1199,71 миллиарда баррелей. 1 января 2024 года Бразилия официально вступила в ОПЕК+.

## Цели организации

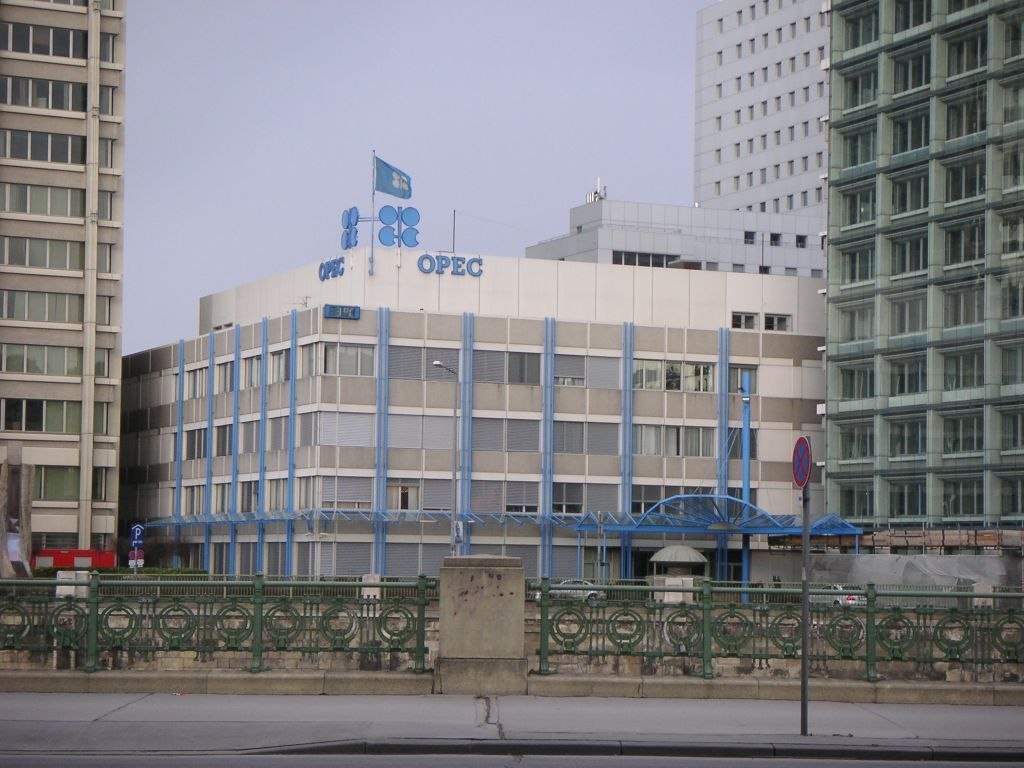
Старое здание штаб-квартиры ОПЕК в Вене, Австрия

Целью ОПЕК является координация деятельности и выработка общей политики в отношении добычи нефти среди стран — участниц организации, поддержания стабильных цен на нефть, обеспечения стабильных поставок нефти потребителям, получения отдачи от инвестиций в нефтяную отрасль.
Министры энергетики и нефти государств — членов ОПЕК дважды в год проводят встречи для оценки международного рынка нефти и прогноза его развития на будущее. На этих встречах принимаются решения о действиях, которые необходимо предпринять для стабилизации рынка. Решения об изменениях объёма добычи нефти в соответствии с изменением спроса на рынке принимаются на конференциях ОПЕК.

## Структура организации
Высшим органом организации является Конференция стран-участниц, созываемая, как правило, 2 раза в год. Конференция решает вопросы приёма новых членов, утверждает состав Совета управляющих, бюджет и финансовый отчёт, назначает председателя Совета управляющих, генерального секретаря, его заместителей и ревизора.
Совет управляющих подготавливает вопросы для Конференции, руководит работой Секретариата, являющегося постоянно действующим органом. Секретариат проводит исследования и готовит предложения для Совета управляющих и Конференции, осуществляет контроль над исполнением принятых решений, составляет проекты ежегодных бюджетов ОПЕК. В его состав входят административный, экономический, юридический, информационный и технический отделы.

## Члены ОПЕК
Организация стран — экспортёров нефти (ОПЕК) была основана в Багдаде, Ирак, после подписания соглашения в сентябре 1960 года пятью странами, а именно Ираном, Ираком, Кувейтом, Саудовской Аравией и Венесуэлой. Эти страны стали членами — основателями Организации.
Позже к этим странам присоединились Катар (1961 г.), Индонезия (1962), Ливия (1962), Объединенные Арабские Эмираты (1967), Алжир (1969), Нигерия (1971), Эквадор (1973), Габон (1975), Ангола (2007), Экваториальная Гвинея (2017) и Республика Конго (2018).
Эквадор приостановил своё членство в декабре 1992 года, вновь присоединился к ОПЕК в октябре 2007 года, но решил выйти из ОПЕК с 1 января 2020 года. Индонезия приостановила своё членство в январе 2009 года, снова активировала его в январе 2016 года, но решила ещё раз приостановить своё членство. В 1995 году Габон объявил о своём выходе из организации, членом которой был с января 1975 года. Однако он снова присоединился к ОПЕК в июле 2016 года. Катар прекратил своё членство 1 января 2019 года. Ангола заявила о выходе из ОПЕК 21 декабря 2023 года.
В настоящее время Организация насчитывает 12 стран-членов.
| Страна                | Годы членства        | Место в мире по добыче | Добыча, 2020, млн тонн | Доля, % |
| --------------------- | -------------------- | ---------------------- | ---------------------- | ------- |
| Саудовская Аравия     | с 1960               | 2                      | 519,6                  | 12,5    |
| Ирак                  | с 1960               | 4                      | 202,0                  | 4,9     |
| Иран                  | с 1960               | 9                      | 142,7                  | 3,4     |
| Кувейт                | с 1960               | 8                      | 130,1                  | 3,1     |
| Венесуэла             | с 1960               | 21                     | 27,4                   | 0,7     |
| Катар                 | 1961—2019            | 22                     | 75,9                   | 1,8     |
| Индонезия             | 1962—2009, 2016      | 26                     | 36,4                   | 0,9     |
| Ливия                 | с 1962               | 17                     | 18,3                   | 0,4     |
| ОАЭ                   | с 1967               | 6                      | 165,6                  | 4,0     |
| Алжир                 | с 1969               | 16                     | 57,6                   | 1,4     |
| Нигерия               | с 1971               | 14                     | 86,9                   | 2,1     |
| Эквадор               | 1971—1992, 2007—2020 | 27                     | 25,8                   | 0,6     |
| Габон                 | 1975—1995, с 2016    | 33                     | 10,4                   | 0,2     |
| Ангола                | 2007—2023            | 15                     | 64,5                   | 1,5     |
| Экваториальная Гвинея | с 2017               | 41                     | 7,5                    | 0,2     |
| Республика Конго      | с 2018               | 31                     | 15,8                   | 0,4     |

Устав ОПЕК различает членов-основателей и полноправных членов — те страны, чьи заявки на членство были приняты Конференцией.
Устав предусматривает, что «любая страна со значительным чистым экспортом сырой нефти, интересы которой в целом аналогичны интересам стран-членов, может стать полноправным членом Организации, если она будет принята большинством в три четверти полноправных членов, включая совпадающие голоса всех членов-учредителей».
Устав также предусматривает ассоциированных членов, которые являются теми странами, которые не имеют права на полноправное членство, но, тем не менее, допускаются на таких особых условиях, которые могут быть установлены Конференцией.
В декабре 2023 года Ангола вышла из ОПЕК.

## ОПЕК+
Неофициальный формат ОПЕК+ был сформирован в ноябре 2016 года из-за недовольства многих нефтедобывающих стран ценами на мировом нефтяном рынке.
На январь 2024 года в ОПЕК+ входят 11 стран: Азербайджан, Бахрейн, Бруней, Бразилия, Казахстан, Малайзия, Мексика, Оман, Россия, Судан, Южный Судан.
| Страна      | % мировой добычи |
| ----------- | ---------------- |
| Азербайджан | 0,9              |
| Бахрейн     | 0,2              |
| Бруней      | 0,1              |
| Бразилия    | 3,4              |
| Казахстан   | 2,0              |
| Малайзия    | 0,7              |
| Мексика     | 2,1              |
| Оман        | 1,1              |
| Россия      | 12,7             |
| Судан       | 0,1              |
| Южный Судан | 0,2              |

По мнению российского экономиста Михаила Хазина: ОПЕК+ — это «модель американского построения рынка, которая предполагала, что страны ОПЕК фактически финансируют американскую сланцевую промышленность и отдают ей всю долю мирового рынка. Такая ситуация сложилась в связи с тем, что цены были для сланцевиков комфортными (больше 60 долларов за баррель), а страны ОПЕК сами сокращали свою добычу. При этом у Саудовской Аравии были преимущества, поскольку она могла давать дополнительную премию к цене на нефть и свои рынки не сокращать».
5 сентября страны ОПЕК+, по мнению The Wall Street Journal, помогая России и потенциально ещё более мешая Европе, договорились сократить добычу нефти на 100 000 баррелей в день на фоне опасений глобальной рецессии.
Этот шаг положил конец 18-месячной эре увеличения добычи для ОПЕК+. Многие члены ОПЕК, как замечает издание The Wall Street Journal, не смогли бы увеличить добычу, даже если бы захотели. Например, Нигерия и Ангола добывали, соответственно, 643 000 баррелей в день и 360 000 баррелей в день ниже своей квоты, установленной ОПЕК в июле. Экваториальная Гвинея, Республика Конго и Алжир также произвели меньше, чем обещали. По словам людей, знакомых с этим вопросом, даже Саудовская Аравия, известная как мировой нефтяной лидер благодаря своей способности наращивать и сокращать добычу в зависимости от рыночных условий, приближается к своему пределу. Тем не менее официальные лица США надеялись, что после визита Байдена саудиты заставят ОПЕК добывать больше нефти, а не меньше.
На заседании ОПЕК+, прошедшем 5 октября 2022 года, было принято решение о сокращении с ноября добычи нефти на 2 млн баррелей в сутки, по сравнению с августом. Кроме того, планируется продлить сделку до декабря 2023 года. 
В апреле 2023 года страны ОПЕК+ вместе с основным ОПЕК договорились о новом сокращении добычи нефти — на 1,65 млн баррелей в сутки. На встрече 30 ноября альянс решил дополнительно сократить добычу нефти — на 2,2 млн баррелей в сутки.
В январе 2024 года к альянсу также присоединилась Бразилия. В 2025 году Бразилия присоединилась к Хартии сотрудничества ОПЕК+.

## История

### 1960-е годы
Организация стран — экспортёров нефти была основана на конференции в Багдаде 10—14 сентября 1960 года по инициативе пяти развивающихся нефтедобывающих стран: Ирана, Ирака, Кувейта, Саудовской Аравии и Венесуэлы.

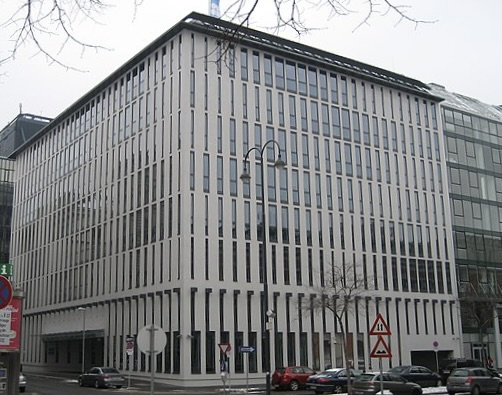
Штаб-квартира ОПЕК (Вена, Австрия)

Для 1960-х годов был характерен процесс деколонизации и образования новых независимых государств. В этот период в мировой нефтедобыче господствовали семь крупнейших транснациональных компаний, так называемые «Семь сестёр»: Exxon, Royal Dutch Shell, Texaco, Chevron, Mobil, Gulf Oil и British Petroleum. ОПЕК была учреждена после того, как картель «Семь сестёр» в одностороннем порядке снизил закупочные цены на нефть, исходя из которых, они выплачивали налоги и ренту за право разработки природных ресурсов нефтедобывающим странам.
Целью создания организации явилось стремление новых независимых государств получить контроль над своими ресурсами и их эксплуатацией с учётом национальных интересов. В 1960-х годах на мировых рынках существовало избыточное предложение нефти, и поэтому одной из целей создания ОПЕК было предотвращение дальнейшего падения цен. ОПЕК разработала своё коллективное видение добычи нефти и создала Секретариат организации, который вначале располагался в Женеве, а с 1 сентября 1965 года — в Вене.
В 1968 году ОПЕК приняла Декларацию «О нефтяной политике стран — членов ОПЕК», в которой подчёркивалось неотъемлемое право всех стран на осуществление постоянного суверенитета над своими природными ресурсами в интересах их национального развития.
В течение 1960-х годов количество стран — членов ОПЕК выросло вдвое за счёт присоединения ещё пяти нефтедобывающих стран: Катара (1961), Индонезии (1962), Ливии (1962), Объединённых Арабских Эмиратов (1967), Алжира (1969).
B ноябре 1962 года ОПЕК была зарегистрирована в Секретариате ООН как полноправная межправительственная организация. B 1965 ОПЕК установила официальные отношения c Экономическим и Социальным советом ООН, стала участником Конференции ООН по торговле и развитию.

### 1970-е годы
В течение этого десятилетия влияние ОПЕК на мировой рынок существенно выросло за счёт того, что правительства стран — членов ОПЕК взяли под свой контроль производство нефти на своей территории.

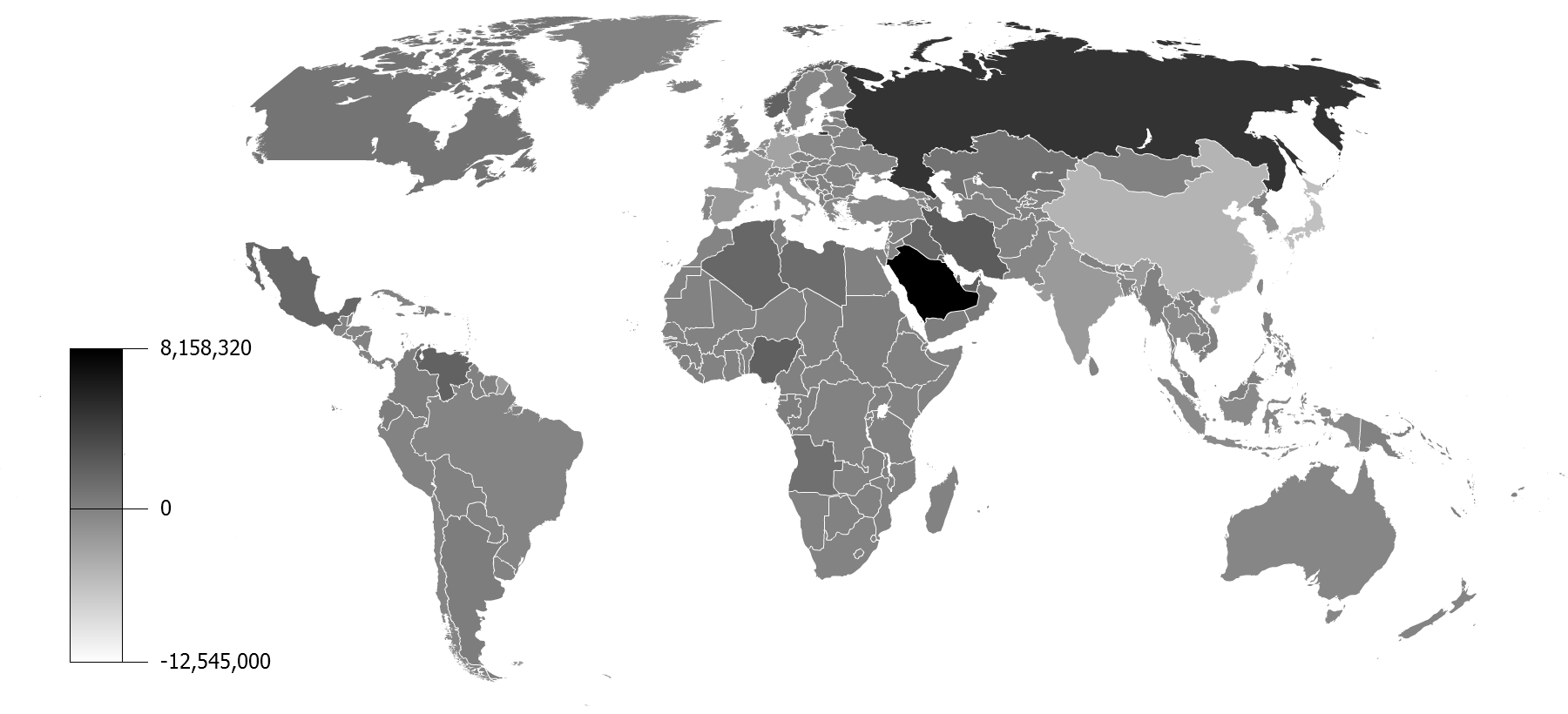
Баланс экспорта и импорта нефти по странам мира

В 1970-х годах ОПЕК превратилась во влиятельную организацию на рынке нефти, от политики которой значительно зависели цены на сырую нефть. Этому способствовали два важнейших события в мире: эмбарго на поставку нефти арабскими странами в 1973 году и начало иранской революции в 1979 году.
ОПЕК расширила свои полномочия начиная с первой встречи на высшем уровне глав государств и правительств в Алжире в 1975 году. ОПЕК призвала к новой эре сотрудничества в международных отношениях в интересах мирового экономического развития и стабильности. Это привело к созданию Фонда ОПЕК по международному развитию в 1976 году. Страны-члены предприняли амбициозные социально-экономические схемы развития.
В период 1970-х годов число стран членов ОПЕК выросло до 13 к 1975 году за счёт Нигерии (1971), Эквадора (1973) и Габона (1975).
21 декабря 1975 года штаб-квартира ОПЕК была захвачена группой из шести вооружённых террористов во главе с Карлосом Шакалом. В результате погибли три человека: австрийский полицейский, член делегации Ливии и иракский сотрудник безопасности.

### 1980-е годы
В начале этого десятилетия цены на нефть достигли рекордного уровня, однако затем стали снижаться и в 1986 году достигли минимума около 10 долларов США за баррель вследствие превышения предложения над спросом и снижения потребления углеводородного сырья за счёт замены источников энергии.
Доля стран — членов ОПЕК в мировом производстве нефти сильно снизилась, общая выручка от продажи нефти снизилась на треть от ранее достигнутого уровня, что вызвало серьёзные экономические трудности для многих стран — членов организации.
Благодаря принятым мерам в рамках организации цены удалось стабилизировать на уровне, примерно равном половине уровня цен начала 1980-х, а доля стран — членов ОПЕК в условиях вновь растущего мирового производства начала восстанавливаться. Этого удалось добиться благодаря согласованию и установлению квот добычи нефти для стран — членов ОПЕК и установления механизма ценообразования на основе корзины ОПЕК. В эти же годы удалось установить диалог и наладить сотрудничество со странами, которые не являются членами ОПЕК.

### 1990-е годы
Цены в течение этого десятилетия менялись менее драматично по сравнению с предыдущим. Благодаря своевременным действиям ОПЕК удалось избежать кризиса поставок нефти в связи с военными событиями на Ближнем Востоке 1990—1991 года. Однако чрезмерная волатильность и общая слабость цен преобладали в это десятилетие вследствие экономического спада в Юго-Восточной Азии и мягкой зимы в Северном полушарии в 1998—1999 годах. Тем не менее, в мире наблюдался стабильный подъём, который возник благодаря большей интеграции рынка нефти, который учёл изменения, произошедшие в мире после распада СССР и краха социалистической системы. Для этого периода также характерным явились нарастающие процессы глобализации, революция в средствах связи и других высокотехнологичных направлениях. Серьёзные изменения произошли в вопросах диалога между производителями и потребителями нефти, а также в вопросах взаимоотношений между странами — членами ОПЕК и не членами ОПЕК. После Саммита Земли 1992 года под эгидой Организации Объединённых Наций набирают обороты переговоры по изменению климата. В этих условиях ОПЕК стремится сбалансировать поставки нефти на мировой рынок.
В течение этого десятилетия произошло изменение состава ОПЕК: Габон вышел из ОПЕК, а Эквадор приостановил своё членство в организации до октября 2007 года.
В 1998 году Россия стала наблюдателем в ОПЕК.

### 2000-е годы
Инновационный ценовой механизм ОПЕК способствовал стабилизации цен на нефть в первые годы данного десятилетия, возрастающее влияние страны ОПЕК стали оказывать на биржевые фьючерсные и опционные котировки топливно-энергетического комплекса. Но сочетание рыночных сил, спекуляции и другие факторы изменили ситуацию в 2004 году, что привело к росту цен и увеличению волатильности хорошо обеспеченного сырой нефтью рынка. Цены взлетели до рекордных уровней в середине 2008 года, прежде чем упасть в условиях нарастающего мирового финансового кризиса и экономического спада. ОПЕК стала известной организацией в поддержке нефтяного сектора в рамках глобальных усилий по борьбе с экономическим кризисом. Благодаря второй и третьей встречам ОПЕК на высшем уровне в Каракасе и Эр-Рияде в 2000 и 2007 годах были созданы стабильные рынки энергетики c устойчивым развитием, на новый уровень были подняты вопросы охраны окружающей среды, в частности, обсуждалось глобальное потепление в увязке с возрастающим мировым потреблением углеводородов.
В эти годы к ОПЕК присоединилась Ангола (2007), а Индонезия с января 2009 года приостановила своё членство, так как стала страной — импортёром нефти, но заявила, что она, скорее всего, вернётся, если она станет экспортёром нефти. Индонезия продолжает экспортировать лёгкую нефть, однако импортирует значительно большие объёмы кислой нефти. Такой подход экономически оправдан, так как цена лёгкой нефти выше.
В 2008 году Россия заявила о готовности стать постоянным наблюдателем в ОПЕК.

### 2010-е годы
В 2015 году Индонезия вновь подала заявку на возвращение в ОПЕК и с 1 января 2016 года вернулась в картель. Однако 1 декабря 2016 года она вышла из него вторично.
В июле 2016 года Габон также вернулся в состав организации. Весной 2017 года членом ОПЕК стала Экваториальная Гвинея.
В начале декабря 2018 года власти Катара решили выйти из ОПЕК и целиком сосредоточиться на добыче природного газа и производстве сжиженного газа.

### 2020-е годы
1 октября 2019 года Эквадор объявил о выходе из ОПЕК с января 2020 года.
В январе 2020 Бразилия отклонила предложение о вступлении в ОПЕК.
21 декабря 2023 Ангола вышла из ОПЕК.
1 января 2024 года Бразилия вступила в ОПЕК+.
По состоянию на 1 января 2025 года в состав ОПЕК входят 12 стран.

## «Корзина» ОПЕК

График, отображающий цену нефти с 1861 по 2015 год. Оранжевая линия — цена с поправкой на инфляцию (в долларах 2015 года), синяя — без поправки

Термин «корзина» ОПЕК (OPEC Reference Basket of crudes) был официально введён 1 января 1987 года. Цена «корзины» определяется как средний арифметический показатель физических цен следующих сортов нефти: Arab Light (Саудовская Аравия), Basra Light (Ирак), Bonny Light (Нигерия), Es Sider (Ливия), Girassol (Ангола), Minas (Индонезия), Iran Heavy (Иран), Kuwait Export (Кувейт), Merey (Венесуэла), Murban (ОАЭ), Oriente (Эквадор), Qatar Marine (Катар), Saharan Blend (Алжир).
Историческим максимумом для «корзины» ОПЕК является ценовая отметка $ 140,73 за баррель, зарегистрированная 3 июля 2008 года.
В марте 2008 года в корзину включили Oriente (Эквадор). В январе 2009 года из корзины была исключена Minas (Индонезия), а вместо BCF 17 (Венесуэла) в корзину включили Merey (Венесуэла). С января 2016 года в корзину снова была включена Индонезия. Таким образом, в настоящее время цена корзины ОПЕК определяется как средний арифметический показатель физических цен 13 вышеупомянутых сортов нефти, добываемой странами картеля.

## Квоты ОПЕК

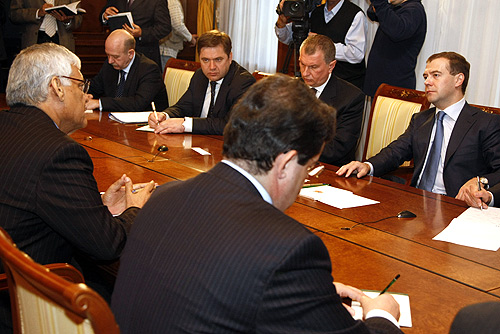
Встреча президента России Дмитрия Медведева с Генеральным секретарём Организации стран — экспортёров нефти Абдаллой Аль-Бадри

| Страна            | Квота (01/07/05) | Добыча (03/16) | Добыча (05/16) | Добыча (06/16) | Возможность добычи |
| ----------------- | ---------------- | -------------- | -------------- | -------------- | ------------------ |
| Алжир             | 894              | 1084           | 1080           | 1085           | 1430               |
| Ангола            | 1900             | 1776           | 1773           | 1773           | 1700               |
| Индонезия         | —                |                |                |                |                    |
| Иран              | 4110             | 3291           | 3562           | 3644           | 3750               |
| Ирак              |                  | 4189           | 4281           | 4217           |                    |
| Кувейт            | 2247             | 2772           | 2740           | 2800           | 2600               |
| Ливия             | 1500             | 345            | 296            | 332            | 1700               |
| Нигерия           | 2306             | 1722           | 1424           | 1523           | 2250               |
| Катар             | 726              | 664            | 659            | 662            | 850                |
| Саудовская Аравия | 10 099           | 10 120         | 10 241         | 10 308         | 10 500             |
| ОАЭ               | 2444             | 2682           | 2826           | 2914           | 2600               |
| Венесуэла         | 3225             | 2320           | 2188           | 2095           | 2450               |
| Всего             | 31 422           | 32 251         | 32 361         | 32 643         | 32 230             |

|                                        | Алжир  | Ангола | Эквадор | Иран   | Ирак   | Кувейт | Ливия  | Нигерия | Катар  | Саудовская Аравия | ОАЭ    | Венесуэла | Итого:  |
| -------------------------------------- | ------ | ------ | ------- | ------ | ------ | ------ | ------ | ------- | ------ | ----------------- | ------ | --------- | ------- |
| Население (млн человек)                | 36,30  | 19,05  | 14,31   | 75,35  | 32,44  | 3,57   | 6,56   | 159,64  | 1,70   | 26,11             | 4,74   | 28,95     | 408,72  |
| Площадь (1000 км²)                     | 2382   | 1247   | 281     | 1648   | 438    | 18     | 1760   | 924     | 11     | 2 150             | 84     | 916       | 11859   |
| Плотность населения (жителей на км²)   | 15     | 15     | 51      | 46     | 74     | 198    | 4      | 173     | 155    | 12                | 56     | 32        | 34,47   |
| ВВП на душу населения (долл.)          | 4488   | 4478   | 3984    | 4741   | 3881   | 36 820 | 11 314 | 1213    | 75 643 | 16 996            | 56 812 | 10 223    | —       |
| ВВП в рыночных ценах (млрд долл.)      | 162,92 | 85,31  | 57,00   | 357,22 | 125,90 | 131,32 | 74,23  | 193,67  | 128,59 | 443,69            | 269,10 | 295,96    | 2324,91 |
| Стоимость экспорта (млрд долл.)        | 57,80  | 49,26  | 17,37   | 83,79  | 52,08  | 65,98  | 46,31  | 70,58   | 72,05  | 235,34            | 198,36 | 65,79     | 1014,71 |
| Экспорт нефти (млрд долл.)             | 38,30  | 47,24  | 9,65    | 71,57  | 51,15  | 61,67  | 41,87  | 61,80   | 29,28  | 196,19            | 74,03  | 62,32     | 745,07  |
| Сальдо платёжного баланса (млрд долл.) | 15,10  | −1,04  | −0,43   | 21,56  | 6,90   | 43,14  | 16,16  | 7,83    | 38,79  | 23,27             | 14,38  | 8,56      | —       |
| Доказанные запасы нефти (млрд барр.)   | 12,20  | 9,50   | 7,21    | 151,17 | 143,10 | 101,50 | 47,10  | 37,20   | 25,38  | 264,52            | 296,50 | 211,17    | —       |
| Добыча нефти (1000 б/д)                | 1190   | 1 691  | 476     | 3544   | 2358   | 2312   | 1487   | 2048    | 733    | 8166              | 2324   | 2854      | 29 213  |
| НПЗ мощности (1000 б/д)                | 652    | 39     | 188     | 1741   | 800    | 936    | 380    | 445     | 80     | 2109              | 466    | 982       | 8818    |
| Производство нефтепродуктов (1000 б/д) | 631,5  | 47,0   | 185,1   | 1743,3 | 513,2  | 892,7  | 545,8  | 249,4   | 133,0  | 1914,0            | 355,4  | 1414,8    | 8625,2  |
| Потребление нефтепродуктов (1000 б/д)  | 338    | 110    | 220     | 1775   | 566    | 260    | 299    | 259     | 116    | 1436              | 238    | 675       | 6282    |
| Экспорт нефти (1000 б/д)               | 709    | 1683   | 340     | 2583   | 1890   | 1430   | 1 118  | 2464    | 586    | 6644              | 2103   | 1562      | 23 112  |
| Экспорт нефтепродуктов (1000 б/д)      | 314,1  | 7,5    | 28,1    | 370,6  | 5,0    | 631,6  | 48,3   | 23,1    | 321,6  | 950,9             | 187,9  | 751,1     | 3639,8  |

## Россия и ОПЕК
С 1998 года Россия является наблюдателем в ОПЕК. Начиная с этого периода Россия участвует в сессиях Конференции ОПЕК, а также в совещаниях экспертов и других мероприятиях организации с представителями стран, не входящих в неё. Проходят регулярные встречи российских министров с руководителями ОПЕК и коллегами из стран ОПЕК. Россия выступила с инициативой организовать регулярный Энергодиалог Россия — ОПЕК, заключать Соглашение (Меморандум) об Энергодиалоге, уполномоченным представителем которого с российской стороны будет Министерство энергетики Российской Федерации.
Отношения с Россией оказывают значительное влияние на политику организации. Из опасения, что Россия увеличит свою долю на рынке, ОПЕК отказывается снизить объёмы добычи, если Россия не сделает того же. Эта ситуация является основным препятствием к восстановлению мировой цены на нефть.
В 2015 году ОПЕК предлагала России войти в свой состав, однако страна решила остаться наблюдателем. С 2016 года действует формат ОПЕК+, когда в обсуждении о сокращении добычи нефти участвуют все страны ОПЕК, а также Россия, Казахстан и Азербайджан.
С 1 апреля 2020 года между странами ОПЕК и странами, не входящими в картель — Россией, Казахстаном и Азербайджаном («ОПЕК+»), — прекратились обязательства по сокращению добычи нефти в связи с непродлением договора о сокращении добычи 6 марта 2020 года.
Следствием стала ценовая война, которая наложилась на сокращение потребления из-за COVID-19, что заставило стоимость фьючерса на нефть марки WTI уйти в отрицательную зону (-40 $).
По итогам обсуждений 9-12 апреля ОПЕК+ согласился сократить добычу на 10 млн баррелей в сутки начиная с 1 мая 2020 года.
4 октября 2021 года министры мониторингового комитета ОПЕК+ продолжат следовать плану по увеличению добычи нефти на 400 тыс. баррелей в сутки в ноябре 2021 года.
По сообщению британского арабоязычного издания Rai Al Youm, в мае 2022 года в ходе встреч министра иностранных дел России Сергея Лаврова с президентом Алжира Абдельмаджидом Теббуном и султаном Омана Хейсамом бен Тариком был подтвержден курс на продолжение координации действий России и ОПЕК в формате ОПЕК+, что, в частности, не позволит западным государствам заменить российские энергоносители.
В мае 2022 года министр энергетики Саудовской Аравии принц Абдель Азиз бен Сальман Аль Сауд сообщил Financial Times о том, что надеется на создание нового соглашения ОПЕК+, в которое, несмотря на санкции, войдёт Россия. Издание отметило, что министр дал понять о намерениях королевства поддерживать Россию на фоне ухудшающихся отношений с США.
5 декабря 2022 года Reuters сообщил, что ОПЕК+ подтвердил, что планирует придерживаться заявленных целей по объёму добычи нефти. Заявление было сделано на встрече, которая прошла 4 декабря, где обсуждалось ограничение цен G7 на российскую нефть. Источники сообщили агентству, что несколько членов ОПЕК+ выразили разочарование по поводу ограничения, заявив, что антирыночная мера может в конечном итоге быть использована Западом против любого производителя.
4 апреля 2023 года ОПЕК сообщила о сокращении ежедневной добычи нефти на 1 млн баррелей. По оценке Associated Press, это может привести к инфляции в США и Европе, а также помочь России преодолеть последствия санкций, введённых из-за вторжения России на Украину. По мнению аналитиков, существует баланс между спросом и предложением на нефть, и сокращение добычи приведёт к повышению цен.
31 августа 2023 года вице-премьер Александр Новак заявил, что Россия договорилась с партнерами ОПЕК+ о дополнительном сокращении экспорта нефти. Ранее, в июне 2023 года, организация продлила уже введенные ограничения поставок до 2024 года. Россия уже заявляла о сокращении экспорта нефти на 500 000 баррелей в сутки в августе и на 300 000 баррелей в сутки в сентябре. Саудовская Аравия добровольно сократила добычу нефти на 1 миллион баррелей в августе и сентябре.
5 сентября 2023 года Россия и Саудовская Аравия заявили о продлении добровольного сокращения добычи нефти до конца года.
3 марта 2024 года ОПЕК+ во главе с Саудовской Аравией и Россией договорились продлить добровольное сокращение добычи нефти на 2,2 миллиона баррелей в день на второй квартал 2024 года.
По информации главы РФПИ  Кирилла Дмитриева для России накопленный эффект от сделки в рамках ОПЕК+ к середине 2024 года уже превысил 350 млрд долларов, что существенно превышает российские резервы заблокированные Западом.

## Проблемы ОПЕК
ОПЕК объединяет страны, интересы которых зачастую противоположны. Саудовская Аравия и другие страны Аравийского полуострова относятся к числу малонаселённых, однако обладают громадными запасами нефти, крупными инвестициями из-за рубежа и поддерживают весьма тесные отношения с «Семью сёстрами». Для других стран — членов ОПЕК, например Нигерии и Венесуэлы, характерны высокая численность населения и нищета. Эти наиболее бедные страны реализуют дорогостоящие программы экономического развития и имеют огромную задолженность. Они вынуждены добывать и продавать значительные объёмы нефти, особенно в том случае, если цена сырой нефти снижается.
Также в 1980-х годах вступившие друг с другом в войну Ирак и Иран наращивали добычу нефти, чтобы оплачивать военные расходы. Саудовская Аравия оказывала давление на Иран и Ирак с тем, чтобы они вернулись к соблюдению квот.
Хотя страны ОПЕК успешно договариваются о квотах на добычу нефти, в рамках ОПЕК не существует механизмов контроля и регулирования их соблюдения. Поэтому квоты часто не соблюдаются. Страны ОПЕК в среднем производили 31 000 000 баррелей сырой нефти в сутки с 2012 года, несмотря на то, что суммарно установленные квоты предполагали производство на уровне 30 000 000 баррелей в сутки. Представители Ирана неоднократно заявляли о намерении нарастить производство нефти на 1 000 000 баррелей в сутки после вероятного снятия экономических санкций (идёт процесс переговоров по их отмене), невзирая на то, что квоты ОПЕК уже превышены.
В XXI веке возможности ОПЕК влиять на цену нефти и регулировать мировой рынок этого сырья значительно сократились. Это произошло вследствие широкомасштабной добычи нефти странами, не входящими в ОПЕК: Россия (13 % мировой добычи), США (12 %), Китай (5 %), Канада (4 %), Бразилия (3 %), Казахстан (2 %). Частично успехи данных стран в добыче обусловлены разработкой так называемой «нетрадиционной нефти» (сланцевая нефть в США, нефтеносные пески в Канаде). С началом мирового экономического кризиса в 2008 году спрос на нефть сократился, и по состоянию на 2015 год наблюдалось превышение предложения над спросом. Несмотря на избыток предложения и двукратное падение цены на нефть, члены ОПЕК не сокращают добычу, опасаясь, что их доля на рынке будет занята конкурентами. В результате одни страны ОПЕК сталкиваются со снижением доходов, другие — с бюджетным дефицитом даже при высоком уровне добычи нефти.
Ещё одной проблемой ОПЕК является политическая нестабильность в некоторых странах организации. В Ливии и Ираке продолжаются гражданские войны, которые осложняют нефтедобычу. Нигерия имеет неустойчивую политическую систему и сталкивается с межэтническими и межконфессиональными конфликтами. Неспокойная обстановка наблюдается в Венесуэле. В отношении Ирана рядом стран введены экономические санкции.
Некоторые страны ОПЕК достигли пика в производстве нефти. Индонезия стала импортёром нефти и вышла из ОПЕК. Максимум добычи нефти в Иране был достигнут в 1974 году, в Саудовской Аравии — в 2005 году.